# 寺長根ミカ
寺長根ミカ(Mika Teranagane　てらながねみか)は日本の音楽家・ピアニスト。

## 経歴
北海道教育大学大学院修士課程修了。札幌市新人音楽会、市民ロビーコンサート、kitaraアラカルトに出演。

第11回リスト音楽院セミナー最優秀受講生。Duo TOPOS(デュオ・トポス)メンバー。

Duo TOPOSとして「透かし織り」を2017年に五反田文化センターにて演奏。

国際芸術連盟専門家会員(ピアノ)。
NPO法人北海道国際音楽交流協会（ハイメス）所属。

## 受賞歴
- 第8回旭川市新人音楽賞受賞
- 第6回近現代音楽コンクール銀賞（最高位）
- 第13回ノーヴイ国際音楽コンクールピアノ部門第１位
- 第9回ルーマニア国際音楽コンクールピアノ部門第３位
- 第3回寝屋川市アルカスピアノコンクール デュオ部門第1位グランプリ並びに寝屋川市長賞
- 第7回Miyoshi Netピアノコンクール C部門第１位
- 第2回パン・パシフィック現代音楽コンクール アンサンブル部門第１位
- ザルツブルク＝モーツァルト国際室内楽コンクール２０１６特別賞

## 参考
- 札幌市アーティストバンク 寺長根ミカ
- Duo Topos FACEBOOK
- 作曲家データベース　渡辺俊哉
- 国際芸術連盟　アーティスト